# Estellina Conat
Estellina Conat, som levde 1477, var en judisk-italiensk boktryckare. Hon är den första kvinnliga boktryckare man känner till. 
Estellina Conat var gift med judiska läkaren Abraham Conat i Mantua, som även undervisade i medicin. Hennes make etablerade år 1475 det första tryckeriet i Mantua, men det tycks som om det var Estellina som skötte verksamheten. Det är känt att hon tryckte Behinat Olam Jedaiah Ben Abraham Bedersi.